# Dedomestikation
Unter Dedomestikation oder Entdomestizierung, vulgo Verwildern, versteht man die Umkehrung der Haustierwerdung (Domestikation), das Entstehen einer sogenannten Pariaform aus Haustieren. Sie steht der Wildform gegenüber, welche ausschließlich nicht vom Menschen domestizierte Tiere bezeichnet. 
Bei der Dedomestikation wird das Verwildern durch natürliche Selektion bewirkt. Ein anderer Vorgang ist die gezielte Heranführung von Haustieren an ihre Wildformen durch menschliche Zucht (Abbildzüchtung).

## Vorgang
Während in der Natur die Tiere überleben und sich fortpflanzen, die an die dort herrschenden Umweltbedingungen gut angepasst sind, wählt der Mensch im Zuge der Domestizierung gezielt besonders umgängliche, besonders auffällige oder besonders ertragreiche Tiere zur Zucht. Somit unterscheiden sich die Selektionsbedingungen in der Natur und in der Obhut des Menschen, weshalb sich Tiere in der Domestikation in Bezug auf Erscheinungsbild, Verhalten und Genetik verändern. Zur Dedomestikation kommt es, wenn eine Population von Haustieren die menschliche Obhut verlässt und fortan der natürlichen Selektion ausgesetzt ist. 
Nun sind vom Menschen bevorzugte Merkmale, wie etwa Umgänglichkeit, besondere Farbvariationen, Produktivität bzgl. Fleisch oder Milch, extravagante körperliche Merkmale usw. bedeutungslos oder hinderlich und werden durch Raubtierdruck und Nahrungskargheit, die Energiesparsamkeit erfordert, ausselektiert. Einen Vorteil haben jene Individuen, welche Flucht-, Verteidigungs- oder Jagdverhalten zeigen, eine unauffällige Tarnfarbe oder einen sparsamen Körperbau haben. Vorausgesetzt, Exemplare mit solchen Allelen sind in der freilebenden Haustierpopulation noch vorhanden, setzen sich diese mehr oder minder rasch durch, und nach einer von Generationsdauer und Selektionsdruck abhängigen Zeitspanne stabilisiert sich eine Pariaform, welche an die jeweiligen Lebensbedingungen angepasst ist. Durch Dedomestikation entsteht nicht automatisch eine Population, die der ehemaligen Wildform des Haustieres entspricht. Nicht alle Merkmale der Wildform sind in der sich selbst überlassenen Haustierpopulation vorhanden oder können rückentwickelt werden, und auch einige Merkmale, die nach der Domestikation auftraten, müssen sich nicht unbedingt Fitness-reduzierend auswirken. Verwilderte Haushunde etwa werden daher nicht zwingend zu „Wölfen“, wie das Beispiel der Dingos oder der Carolina Dogs zeigt. Auch ist im Falle von Großtieren eine Tarnfarbe nicht unbedingt direkt lebensnotwendig, weshalb verwilderte Huftierpopulationen mitunter farblich sehr heterogen sein können und auch die haustiertypische gescheckte Zeichnung aufweisen können (etwa Mustangs).

## Beispiele
Es gibt eine Vielzahl an Beispielen für Dedomestikation, hauptsächlich bei Säugetieren. Entweder handelt es sich um Haustiere, die versehentlich entkamen und verwilderten, oder sie wurden bewusst ausgesetzt – etwa zu Jagd- oder Naturschutzzwecken. Das Verwildern von Heimtieren ist mitunter ökologisch problematisch, da z. B. wilde Hauskatzen die Reinerbigkeit und die Verfügbarkeit von Lebensraum der europäischen Wildkatze bedrohen. 

### Wilde Kaninchen
Das Wildkaninchen, Oryctolagus cuniculus, kam ursprünglich großteils nur auf der Iberischen Halbinsel vor, wurde jedoch im Verlauf der Antike und des Mittelalters in verschiedenen Regionen Europas eingeführt. Hauskaninchen wurden weiterhin in Australien, Neuseeland, Südafrika und Nord- und Südamerika ausgesetzt, wo sie einen der Wildform sehr ähnlichen Phänotyp entwickelten. 

### Mustangs und andere verwilderte Hauspferde
In der nordamerikanischen Prärie sind Mustangs seit dem 16. Jahrhundert bekannt. Es handelt sich um Nachkommen von europäischen Hauspferden, die entkamen und  verwilderten. Mustangs sind kleine, zähe, kompakte Ponys, die zwischen 140 und 150 cm Stockmaß erreichen. Sie sind sehr genügsam und haben einen hartnäckigen und unabhängigen Charakter. Zu ihrem Exterieur (Erscheinungsbild) zählen harte und kleine Hufe, ein stabiles Fundament, Ramskopf, ein tiefangesetzter Hals, wenig Widerrist sowie ein kräftiger Rücken mit abfallender Kruppe. Die Fellfarben und -zeichnungen der Mustangs sind sehr heterogen und unterscheiden sich nicht von denen der meisten anderen Hauspferdrassen.  
Auch in Europa gibt es wildlebende Hauspferde verschiedener Rassen und in verschiedenen Regionen. Beispiele für diese sind etwa die Exmoor-Ponys im Exmoor-Nationalpark, Pottoks im Baskenland, Retuerta im Nationalpark Coto de Doñana, Koniks in Oostvaardersplassen, Giara-Pferde in manchen Regionen Sardiniens und einige weitere.
Bei halbwild gehaltenen Hauspferden ist zu beobachten, dass sie, im Gegensatz zu anderen Weidetieren, in ihrem Wesen nicht leicht verwildern. Anders als Przewalski-Pferde sind halbwild gehaltene Hauspferde meist ebenso umgänglich wie Pferde aus üblicher Haltung.

### Wildlebende Hausrinder

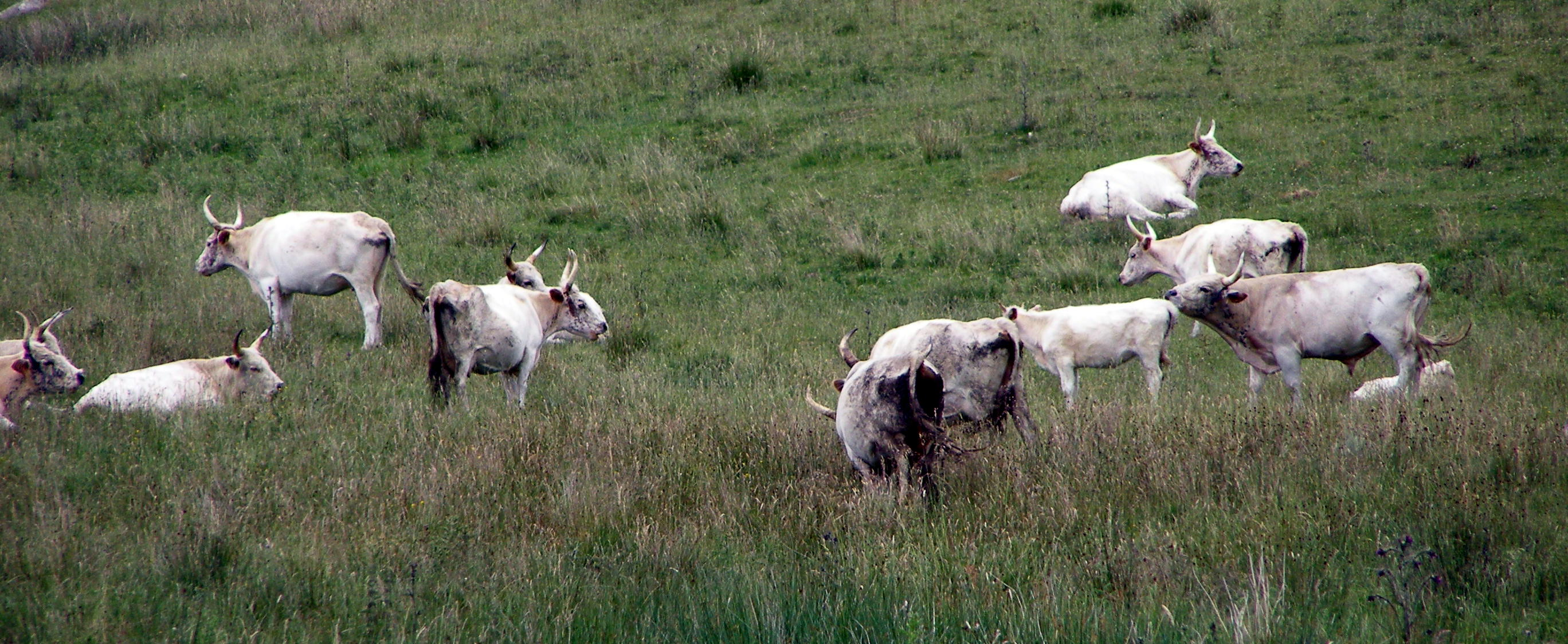
Die Chillingham-Rinder leben seit Jahrhunderten ohne wesentlichen Einfluss des Menschen

Es gibt eine Vielzahl an wildlebenden Hausrinderpopulationen. So etwa die Monstrenca-Rinder im Nationalpark Coto de Doñana, die Betizu und die Divjaka-Rinder in Spanien und wilde Camargue-Rinder in Südfrankreich. Weiter existieren wilde Hausrinderpopulationen auf Inseln nahe Neuseeland, den Falklandinseln und auch auf den Seychellen. In Portugal existieren in Gebirgsregionen verwilderte Herden der Primitivrasse Maronesa. Von den Texas-Longhorn-Rindern gibt es u. a. eine wilde Population im Wichita Mountains Wildlife Refuge. Die heute sehr seltenen Chillingham-Rinder grasen seit mehreren Jahrhunderten wild und ohne nennenswerten menschlichen Einfluss in Northumberland in England. Seit 1992 leben Heckrinder in Oostvaardersplassen ohne Zufütterung im Winter oder Bestandskontrolle. Geschossen werden die Tiere nur, wenn sie stark geschwächt sind, um vermeidbares Leid zu verhindern.
Mit Ausnahme etwa der Chillingham-Rinder, Betizuaks, Maronesa oder Camargue-Rinder sind die meisten verwilderten Hausrinder hinsichtlich Fellfarbe oder Hornform sehr heterogen, da meist Jagddruck von Raubtieren fehlt. Man hat festgestellt, dass Rinder vom Verhalten her sehr leicht verwildern. Es genügen wenige Wochen außerhalb menschlicher Obhut, bis Rinder wieder ihre natürlichen Verhaltensweisen zeigen.

### Verwilderte Haushunde

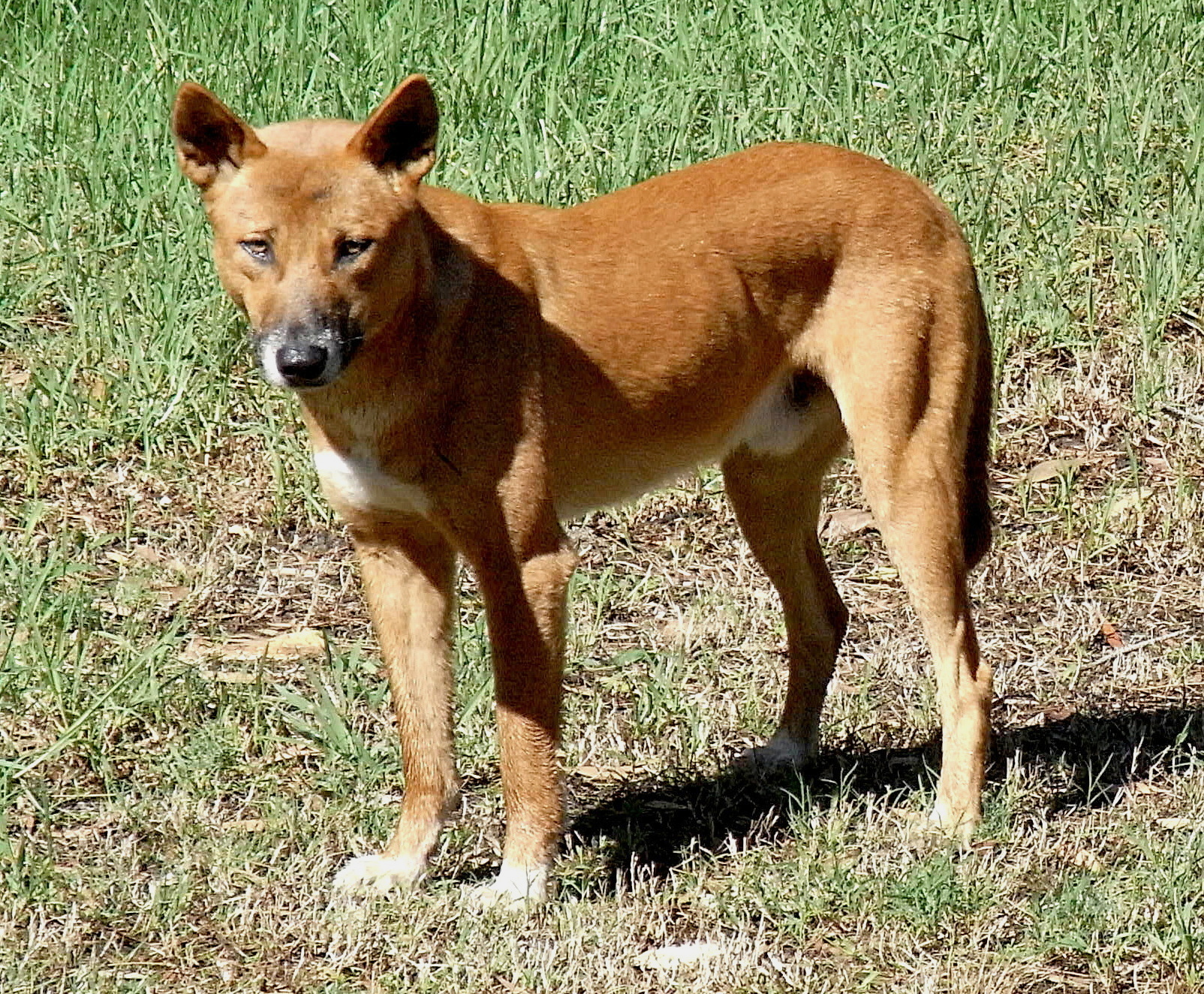
Wildlebende unvermischte Dingos sind dedomestizierte Haushunde Australiens

Dingos stammen von bereits vor Jahrtausenden in Australien verwilderten, ursprünglichen Haushunden der Ureinwohner ab und haben sich zu einer homogenen, an ihren Lebensraum angepassten Pariaform entwickelt, welche derzeit durch Vermischung mit anderen Haushunden bedroht ist. Die Biologie dieser dedomestizierten Haushunde ist gut erforscht. Dingos fungieren seit Jahrtausenden als „neue“ größere Raubtiere Australiens, sie besetzten eine Nische, die durch das Verschwinden von Raubbeutlern wie dem Beutellöwen oder dem Beutelwolf frei wurde. 
Ein weiterer Pariahund ist der Carolina Dog im Südosten der Vereinigten Staaten, welcher erst seit relativ kurzer Zeit bekannt und dem Dingo nicht unähnlich ist.

### Verwilderte Hausschweine

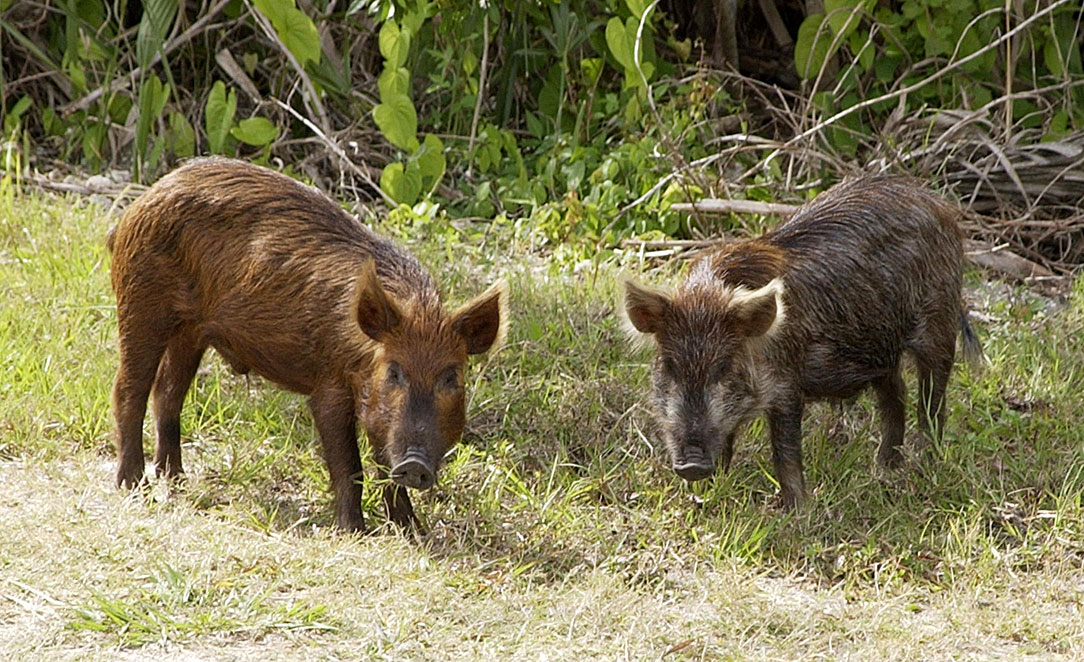
Razorbacks sind dedomestizierte Hausschweine in Nordamerika

In Nordamerika existiert eine seit dem 16. Jahrhundert bekannte Population von verwilderten Hausschweinen, die sogenannten Razorbacks. Diese haben durch natürliche Selektion durchaus Ähnlichkeit mit dem eurasischen Wildschwein erworben, von dem sie als Hausschweine abstammen. Teilweise haben sich Razorbacks jedoch auch mit eingeführten Wildschweinen vermischt. 

### Europäischer Mufflon
Die westlichsten Populationen des Mufflons sind frühestens vor 5000 Jahren auf dem europäischen Kontinent nachgewiesen. Merkmale wie das verkleinerte Hirnvolumen und der hohe Anteil an hornlosen Weibchen beim europäischen Mufflon lassen vermuten, dass es sich bei diesem nicht um ein echtes Wildtier, sondern um Nachkommen verwilderter, ursprünglicher Hausschafe handelt. Demnach wäre der europäische Mufflon eine Pariaform. Zudem wurden immer wieder verschiedene ursprüngliche Hausschafe in die europäische Mufflon-Population eingebracht, weshalb sich diese mitunter von Region zu Region unterscheiden kann.

### Verwilderte Haustauben

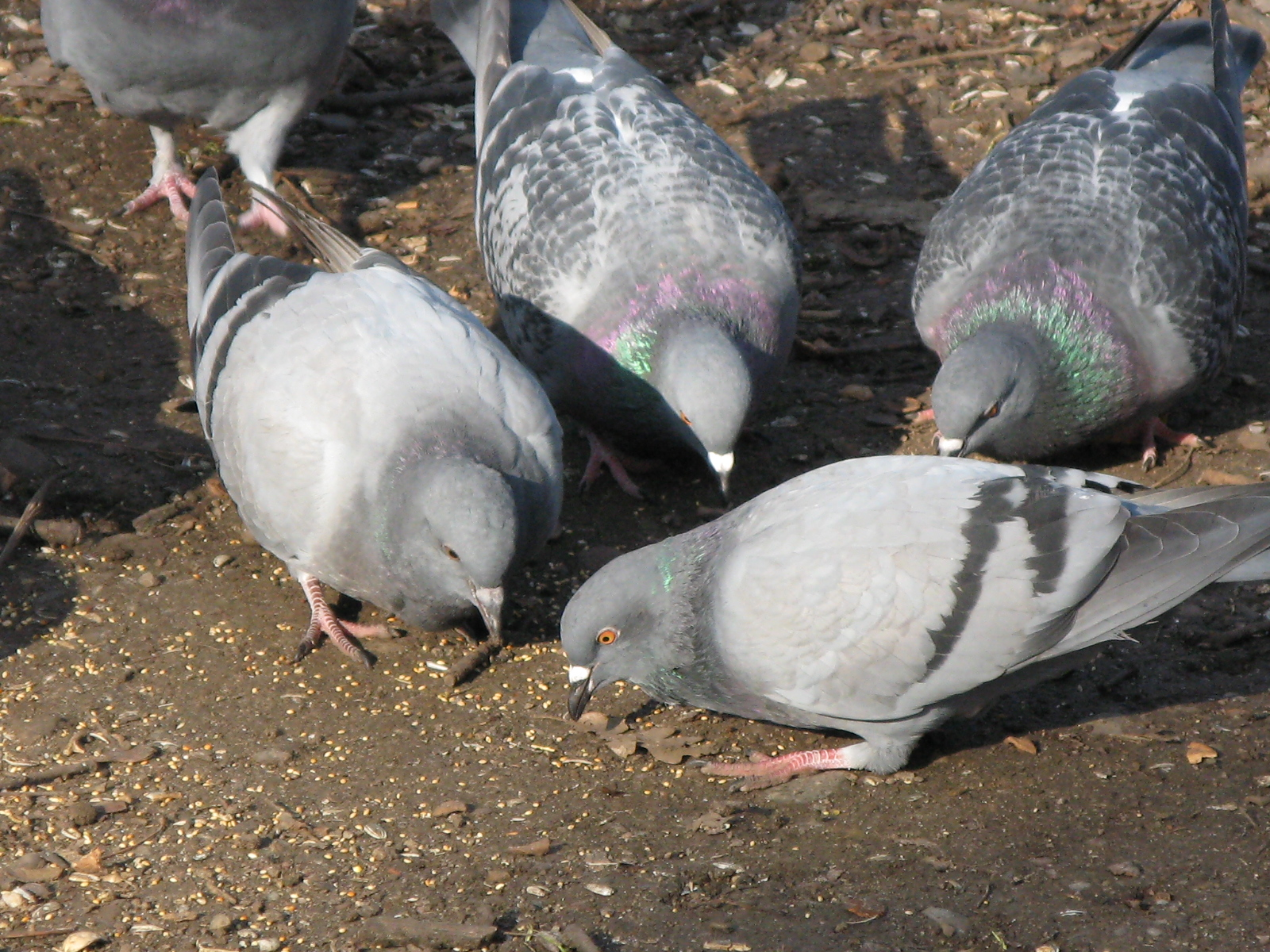
Stadttauben

Haustauben sind domestizierte Felsentauben, die Stadttaube ist wiederum eine verwilderte Form der Haustaube. Sie sind in ihrem Aussehen keineswegs homogen. Es gibt zahlreiche Tiere, die große Ähnlichkeiten zur Wildform haben. Diese besitzen ein blaugraues Federkleid mit zwei fast schwarzen Streifen (fachsprachlich „blau mit schwarzen Binden“) oder vielen kleinen dunklen Flecken auf dem Flügel (fachsprachlich blaugehämmert), daneben gibt es jedoch genauso aschrote (fachsprachlich „rotfahl“), Tiere mit kleineren oder größeren weißen Flecken im ansonsten farbigen Federkleid oder auch schwarzweiß gescheckte Farbmorphen. Als Kulturfolger kommen sie auf fast allen Erdteilen vor und bevorzugen hauptsächlich Städte als Lebensraum.